# Orretjärnen (Torrskogs socken, Dalsland, 656901-127802)
Orretjärnen är en sjö i Bengtsfors kommun i Dalsland och ingår i Göta älvs huvudavrinningsområde.